# Suối mơ
Suối mơ là một ca khúc thuộc dòng nhạc tiền chiến do nhạc sĩ Văn Cao sáng tác vào năm 1942.
Về mặt cấu trúc, bài hát có sự chuyển đổi giữa các âm giai. Phần điệp khúc được viết ở âm giai thứ, trong khi phiên khúc chuyển sang âm giai trưởng. Sự thay đổi này, kết hợp với phần lời mang tính thi ca, tạo ra những sắc thái biểu cảm khác nhau xuyên suốt tác phẩm.

## Hoàn cảnh ra đời
Theo một số lời kể, bài hát Suối mơ được cho là lấy cảm hứng từ dòng suối bên đền Cấm tại thị trấn Đồng Mỏ, huyện Chi Lăng, tỉnh Lạng Sơn. Vào thời tiền chiến, Đồng Mỏ là một thị trấn sầm uất và là điểm đến của nhiều văn nghệ sĩ. Cảnh quan khu vực này được mô tả là từng có không khí yên tĩnh với những cây cổ thụ, dòng suối chảy qua cạnh bia "hạ mã" và sân vận động xây dựng từ thập niên 1930.

## Ca sĩ trình bày
Một số ca sĩ thể hiện thành công ca khúc này bao gồm:
- Ánh Tuyết
- Thái Thanh
- Hồng Nhung
- Lệ Thu
- Khánh Ly
- Thanh Lam
- Mỹ Linh
- Quang Dũng

## Các album
- Hát cho tuổi thơ 2 (Khánh Ly)
- Lá thư (Thanh Lam)
- Xin mặt trời ngủ yên (Mỹ Linh)
- Ca khúc Văn Cao (Ánh Tuyết)
- Tình khúc vang bóng - Dư âm
- Cung đàn xưa (Thu Hà)
- Hòa tấu ghi-ta (Văn Vượng)
- Những tình khúc vượt thời gian (Quang Dũng)
- Tình khúc Văn Cao (Nhạc tiền chiến 4) (Mai Hương và Quỳnh Giao) (1995)
- Còn chút gì để nhớ (Sĩ Phú)